# Robert Addison Day
Robert Addison Day, född 1943 i Los Angeles, död 14 september 2023, var en amerikansk företagsledare, affärsman, investerare och filantrop som var grundare till den multinationella fondförvaltaren TCW Group. Han var också VD från när han grundade det och till den 1 oktober 2005. Innan han grundade företaget var han portföljchef för White, Weld & Co.
Day har varit ledamot i styrelser för bland annat bankgruppen Société Générale och gruvföretaget Freeport McMoran.
Den amerikanska ekonomitidskriften Forbes rankade Day till att vara den 297:e rikaste amerikanen med en förmögenhet på $1,2 miljarder för år 2006.
Han avlade en kandidatexamen i nationalekonomi vid Claremont McKenna College. Day var barnbarn till affärsmannen William Myron Keck som grundade både petroleumbolaget Superior Oil Company och välgörenhetsfonden W.M. Keck Foundation.